# Stadiumi Hasan Zyla
Stadiumi Hasan Zyla – stadion piłkarski w mieście Rrogozhina, w Albanii. Obiekt może pomieścić 4267 widzów. Swoje spotkania rozgrywają na nim piłkarze klubu Egnatia Rrogozhinë.